# باپی لاهیری
باپی لاهیری (به انگلیسی: Bappi Lahiri) (زاده ۵ اوت ۱۹۸۰) آهنگساز، خواننده، بازیگر هندی است.
از فیلم‌هایی که وی در آن نقش داشته است می‌توان به من و خانم خانا اشاره کرد.